# Rue Ernest-Lavisse
La rue Ernest-Lavisse est une voie située dans le quartier du Bel-Air du 12e arrondissement de Paris.

## Situation et accès
La rue Ernest-Lavisse est accessible par la ligne 3a du tramway d'Île-de-France aux arrêts Alexandra David-Néel et Montempoivre, ainsi que par la ligne de métro 1 à la station Porte de Vincennes.

## Origine du nom

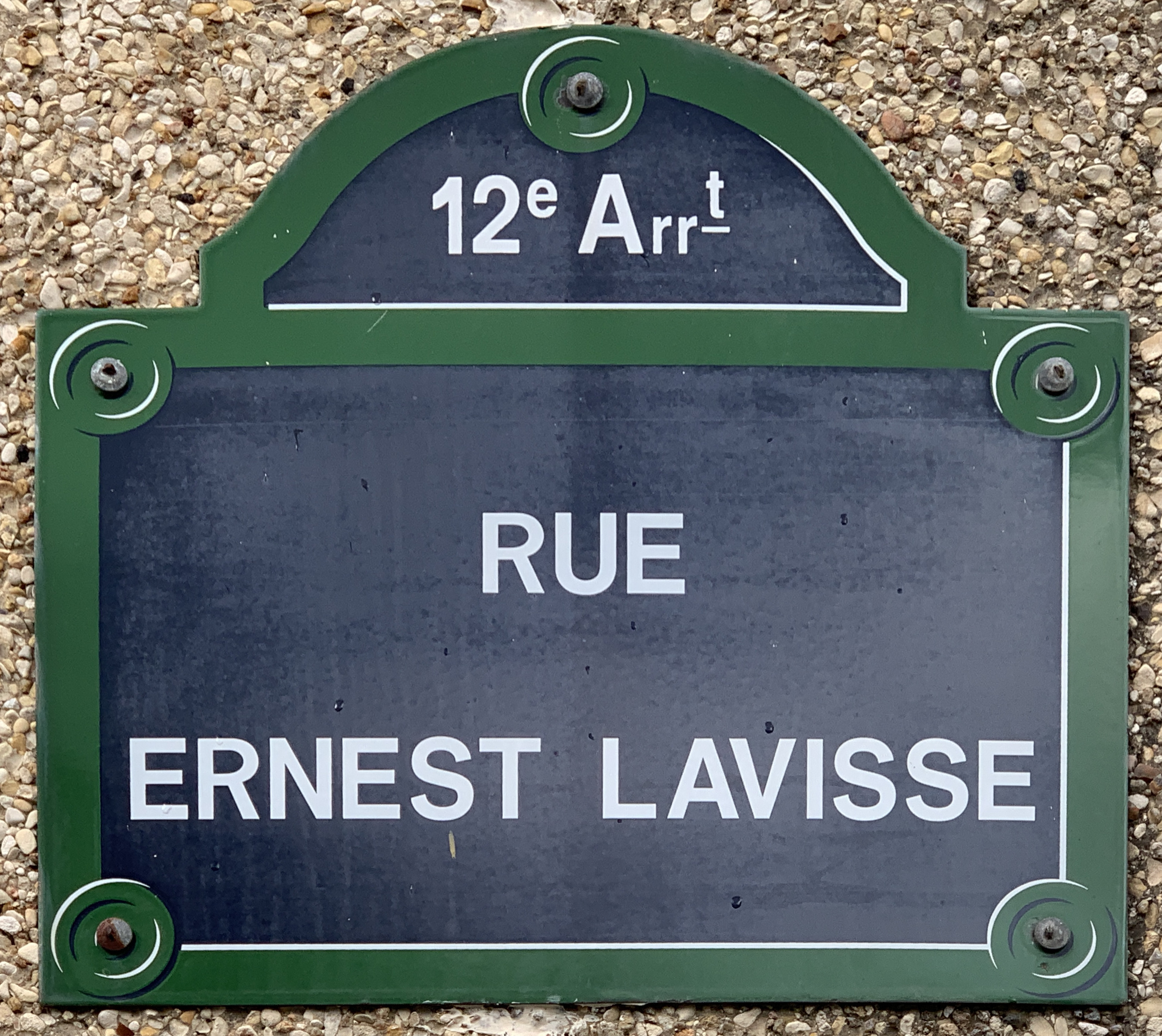
Plaque de la rue.

Elle porte le nom de l'historien Ernest Lavisse (1842-1922).

## Historique
La rue a été ouverte et a pris sa dénomination actuelle en 1933, sur l'emplacement du bastion no 8 de l'enceinte de Thiers. Elle fut créée pour donner accès aux immeubles de briques rouges, dits habitations à bon marché (HBM), que la ville de Paris fit construire pour répondre notamment à l'afflux de la population de province vers la capitale à cette époque.

## Bâtiments remarquables et lieux de mémoire
- Les squares Émile-Cohl et Georges-Méliès.